# Zamenhofdag
Zamenhofdag (esperanto: Zamenhofa Tago) fejres den 15. december, fødselsdagen for skaberen af Esperanto – Ludwik Lejzer Zamenhof. Det er den mest udbredt fejrede dag indenfor esperantos kultur.[kilde mangler] Det har været en tradition siden 1920'erne blandt esperantotalende og esperantoklubber over hele verden at fejre denne dag, og det er ikke usædvanligt at benytte anledningen til at give hinanden esperantobøger som gave.